# Mittwochsfazit

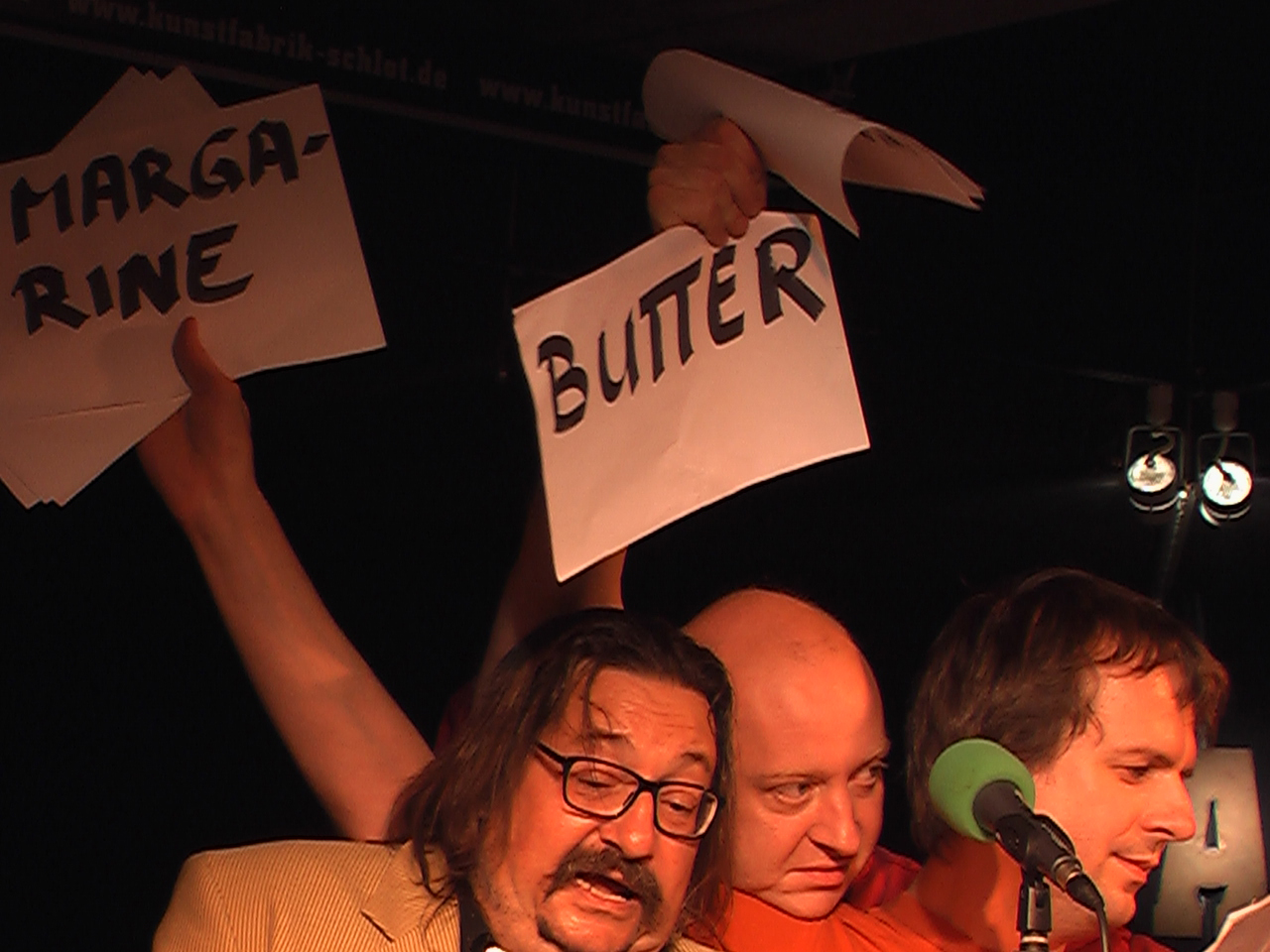
Das Mittwochsfazit (Manfred Maurenbrecher, Horst Evers, Bov Bjerg, v. l. n. r.)

Das Mittwochsfazit war eine deutsche Kabarettgruppe aus dem Umfeld der Berliner Lesebühnen. Die Gruppe wurde 1996 gegründet und löste sich im Jahr 2008 auf. Sie bestand aus den Autoren Bov Bjerg und Horst Evers und dem Liedermacher Manfred Maurenbrecher.

## Geschichte
In den ersten Jahren trat die Gruppe jeden Mittwoch in der Kunstfabrik Schlot auf – daher der Titel. Die Programme wechselten monatlich. Zum Markenzeichen wurden bald die betont reißerischen Programmtitel (etwa: „Sex auf Baustellen – der große Hauptstadtreport“) sowie eine Art Sitcom, in der die drei Akteure die Lebensmittel im Kühlschrank eines Berliner Singles darstellten.
Einige Jahre konzentrierte sich das Mittwochsfazit auf mehrtägige Gastspiele. 2006 brachte die Gruppe, unterstützt durch den Musiker Andreas Albrecht, die Kühlschrank-Sitcom unter dem Titel Freeze! als abendfüllendes Musical auf die Bühne.
Einige später bekannt gewordene Künstler hatten ihre ersten Auftritte als Gäste im Mittwochsfazit, so die Sängerin Judith Holofernes, der Schriftsteller Jakob Hein und die Band Herr Nilsson. Auch das Chanson-Duo Pigor & Eichhorn probierte viele seiner Songs hier zum ersten Mal.
Das Mittwochsfazit erhielt 2002 für die „einzigartige, erfrischend unspektakuläre Bühnenperformance aus Literatur und Musik“ den Deutschen Kabarettpreis (Programmpreis).
Am 12. Oktober 2008 löste sich das Mittwochsfazit wegen Solokarrieren der einzelnen Mitglieder auf.

## Auszeichnungen
- 2002: Deutscher Kabarettpreis (Programmpreis)

## Veröffentlichungen
- Mittwochsfazit. Silberblick-Musik, Berlin 2001, ISBN 3-932219-39-2 (Audio-CD)
- Dumm fickt gut! Die Tragik der Hochbegabten. Limbach, Lübeck 2003, ISBN 3-932219-41-4 (Audio-CD)
- Geile Teile: Bäckereifachverkäuferinnen packen aus. Conträr Musik, Lübeck 2005, ISBN 3-932219-61-9 (Audio-CD)